# Ferdinand Oswald
Ferdinand Heinrich Oswald (* 5. Oktober 1990 in Weilheim in Oberbayern) ist ein ehemaliger deutsch-österreichischer Fußballtorwart.

## Karriere

### Verein
Vom vierten bis 14. Lebensjahr spielte Oswald in der Fußballabteilung des TSV Hohenpeißenberg, einem im gleichnamigen Ort im oberbayerischen Landkreis Weilheim-Schongau ansässigen Mehrspartenverein.
2004 wechselte er in die Jugendabteilung des FC Bayern München, in der er fünf Jahre als Torwart aktiv war. 2007 wurde er mit der B-Jugend Deutscher Meister. Zur Saison 2009/10 rückte er als dritter Torhüter hinter Thomas Kraft und Maximilian Riedmüller in die zweite Mannschaft auf. Sein Profi-Debüt in der 3. Liga gab er am 29. November 2009 (18. Spieltag) beim 3:0-Sieg im Auswärtsspiel gegen Werder Bremen II. Wegen zahlreicher Verletzungen und Abstellungen von Spielern der zweiten Mannschaft kam Oswald am 31. Juli 2010 (2. Spieltag) zu seinem dritten Einsatz in der 3. Liga – allerdings als Feldspieler für Saër Sène, der verletzungsbedingt beim 1:1 gegen Wacker Burghausen ausgewechselt werden musste.
Im Sommer 2011 verließ er die Bayern nach deren Abstieg aus der 3. Liga und schloss sich dem österreichischen Regionalligisten WSG Wattens an, bei dem er sich als Stammtorhüter etablierte. Die WSG Wattens erreichte den ersten Platz in der Regionalliga West, scheiterte dann aber in der Aufstiegsrelegation am SV Horn. Zur Saison 2012/13 kehrte Oswald zurück nach Deutschland und schloss sich der in der viertklassigen Regionalliga West spielenden zweiten Mannschaft des FC Schalke 04 an. In der Sommerpause 2014 verließ er den Verein.
Anschließend kehrte er zur WSG Wattens zurück. Nachdem Wattens in der Saison 2014/15 noch den zweiten Platz in der Regionalliga West erreicht hatte, konnte man 2015/16 Erster werden und somit in den Profifußball aufsteigen. Mit der WSG Wattens stieg er 2019 als Zweitligameister in die Bundesliga auf, woraufhin sich der Verein in WSG Tirol umbenannte.
Im Mai 2023 musste er sich einer Bandscheiben-Operation unterziehen und fiel dadurch für die komplette Saison 2023/24 aus. Daraufhin beendete er nach der Saison 2023/24 seine Karriere und wurde Tormanntrainer der WSG.

### Nationalmannschaft
Sein Länderspieldebüt gab Oswald am 18. Februar 2007, als die U-17-Nationalmannschaft in Lagos ein 1:1 gegen die Auswahl Portugals erzielte.

## Persönliches
Oswald erhielt im August 2021 die österreichische Staatsbürgerschaft.

## Erfolge
- Deutscher B-Juniorenmeister 2007